# Lewisham Deptford (circonscription du Parlement britannique)
Circonscription parlementaire de la Chambre des communes
La circonscription de Lewisham Deptford est une circonscription électorale anglaise située dans le Grand Londres, et représentée à la Chambre des communes du Parlement britannique.

## Géographie
La circonscription comprend :
- La partie nord du borough londonien de Lewisham
- Les quartiers de Deptford, New Cross, Lewisham, Brockley, Ladywell, Honor Oak Park et St Johns

## Députés
Les Members of Parliament (MPs) de la circonscription sont :
| Législature                                           | Années       | Député         | Député      | Parti        |
| ----------------------------------------------------- | ------------ | -------------- | ----------- | ------------ |
| Lewisham Deptford issue de Deptford et Lewisham North |              |                |             |              |
| 46e                                                   | 1974–1974    |                | John Silkin | Travailliste |
| 47e                                                   | 1974–1979    |                | John Silkin | Travailliste |
| 48e                                                   | 1979–1981    |                | John Silkin | Travailliste |
| 49e                                                   | 1983–1987    |                | John Silkin | Travailliste |
| 50e                                                   | 1987–1992    | Joan Ruddock   |             | Travailliste |
| 51e                                                   | 1992–1997    | Joan Ruddock   |             | Travailliste |
| 52e                                                   | 1997–2001    | Joan Ruddock   |             | Travailliste |
| 53e                                                   | 2001–2005    | Joan Ruddock   |             | Travailliste |
| 54e                                                   | 2005–2010    | Joan Ruddock   |             | Travailliste |
| 55e                                                   | 2010–2015    | Joan Ruddock   |             | Travailliste |
| 56e                                                   | 2015–2017    | Vicky Foxcroft |             | Travailliste |
| 57e                                                   | 2017–2019    | Vicky Foxcroft |             | Travailliste |
| 58e                                                   | 2019–Présent | Vicky Foxcroft |             | Travailliste |

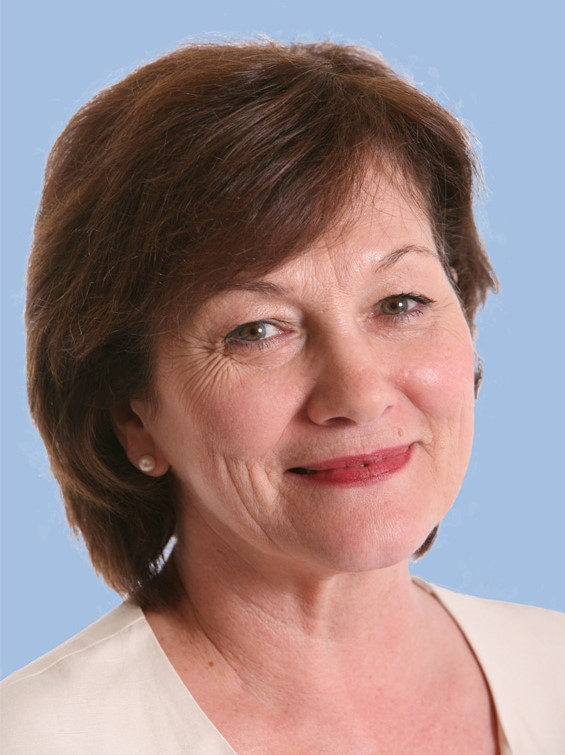
Joan Ruddock (1987-2015)
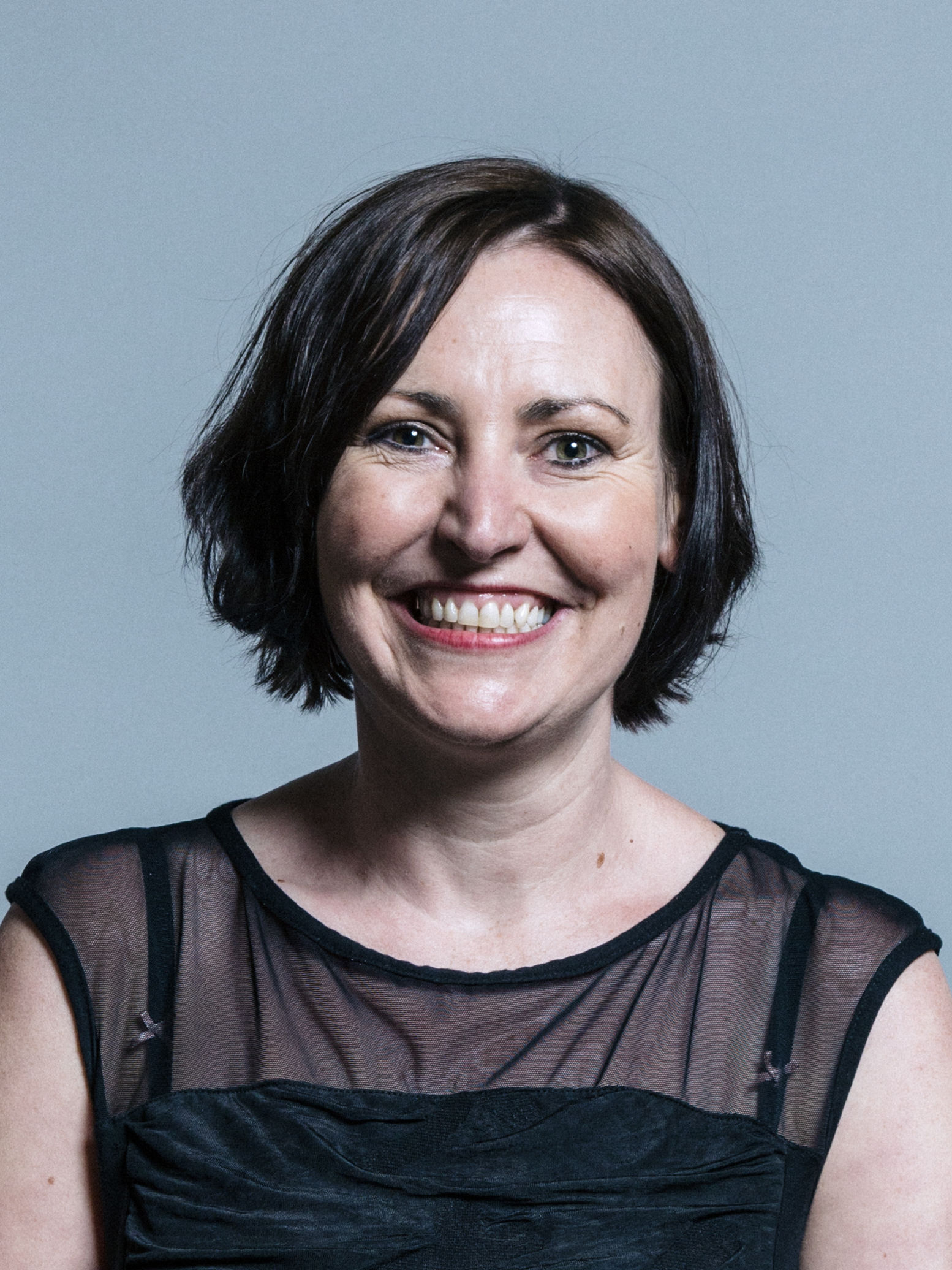
Vicky Foxcroft (2015-Présent)